# Oedipina parvipes
Oedipina parvipes är en groddjursart som först beskrevs av Peters 1879.  Oedipina parvipes ingår i släktet Oedipina och familjen lunglösa salamandrar. IUCN kategoriserar arten globalt som livskraftig. Inga underarter finns listade i Catalogue of Life.